# Perfect World (manga)
Perfect World (パーフェクトワールド Pafekuto Warudo?) es una serie de manga japonesa escrita e ilustrada por Rie Aruga. Fue serializada en la revista de manga Josei de Kodansha Kiss desde febrero de 2014 hasta enero de 2021.
La serie se ha adaptado a una película de acción en vivo y un drama de televisión en 2018 y 2019 respectivamente. La serie también ha sido elogiada por los críticos y recibió el Premio Kodansha Manga en la categoría shōjo en 2019.

## Contenido de la obra

### Manga
La serie está escrita e ilustrada por Rie Aruga. Se estrenó en febrero de 2014 en Kiss. En abril de 2019, el autor reveló que la serie estaba entrando en su etapa final. El manga terminó el 25 de enero de 2021. Kodansha publicó la serie en 12 volúmenes.

### Película
En la edición de julio de 2017 de Kiss se anunció una adaptación cinematográfica de acción real. Fue dirigida por Kenji Shibayama y sus guiones fueron realizados por Keiko Kanome. Takanori Iwata y Hana Sugisaki interpretaron a los protagonistas. Se estrenó en cines japoneses el 8 de octubre de 2018. E-girls interpretó el tema principal de la película.

### Drama de TV
Se anunció una adaptación de drama televisivo de acción en vivo el 30 de enero de 2019. Fue dirigida por Keiichirō Shiraki, escrita por Mayumi Nakatani, y Tori Matsuzaka y Mizuki Yamamoto interpretaron los papeles principales. Se emitió en Fuji TV y Kansai TV a partir del 16 de abril de 2019. Duró diez episodios.